# Amanita contui
Amanita contui Bon & Courtec., 1989 è un basidiomicete della famiglia delle Amanitaceae.

## Descrizione

### Cappello
Da convesso a piano, striato al margine, color arancio scuro e tendente al giallo, quasi sempre cosparso di verruche.

### Lamelle
Fitte, bianche e libere.

### Gambo
Cilindrico, cavo, fibroso con tonalità beige.

### Volva
Bianca, ampia e fragile.

### Gleba
Bianca, senza odori e sapori particolari.

## Distribuzione e habitat
Estate-autunno, boschi di latifoglie e conifere. Specie rara.

## Commestibilità
Velenoso da crudo, da cotto diventa un ottimo fungo commestibile.
Data la sua rarità è meglio non raccoglierlo.

## Tassonomia

### Specie simili
- Amanita caesarea (eccellente commestibile), per i suoi caratteri principali.
- Amanita muscaria var. aureola (velenoso), per la similitudine attraverso i cappelli aranciati e i gambi biancastri tendenti al giallo chiaro.